# سرصافی

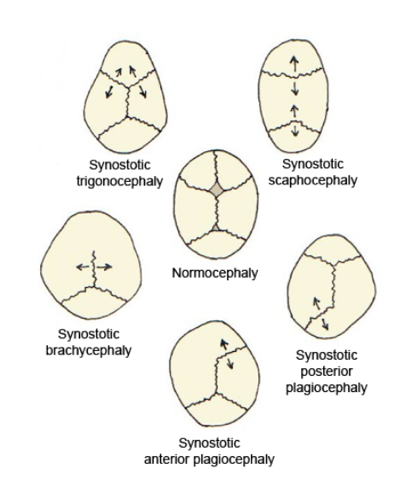
جایگاه سرصافی در بین دیگر اشکال ناجورشکلی‌های جمجمه

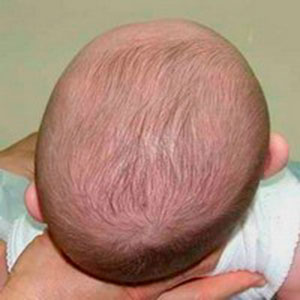
نمای بالای سر یک نوزاد سرصاف.

سرصافی یا پلاژیوسفالی یا نشانگان سر صاف یا نشانگان سر صاف موضعی، شکلی از نابرابری جمجمه است که پشت سر یا سمت راست یا چپ جمجمه صاف (پهن) شده‌است. این وضعیت در بچه‌هایی به وجود می‌آید که در دوران نوزادی، در هنگام خوابیدن همیشه یک‌ور سرشان روی سطحی صاف مانند گهواره، کالسکه، بالش و تخت نرده‌دار قرار داده شده‌است.

## واژه‌شناسی
بخش اول واژه پلاژیوسفالی (پلاژ) (Plag) از زیان سانسکریت است و به معنی «پهن»، «صاف» و «گسترده» است. بخش دوم (سفال) (Cephal) واژه‌ای یونانی است و معنی سر، جمجمه و مغز می‌دهد؛ بنابراین واژهٔ پلاژیوسفالی به معنای سرصافی یا صاف بودن سر است.

## تقسیم‌بندی
سرصافی به دو گروه تقسیم می‌شود:
۱. سرصافی استخوانی (Synostotic plagiocephaly) که در این حالت یک یا چند تا از درزهای بین استخوان‌های جمجمه زودتر ار زمان لازم جوش می‌خورد.
۲. پهن‌سری غیر استخوانی (Nonsynostotic) که آن را سرصافی ناجورشکل (Deformationa plagiocephaly) هم می‌نامند.

## زمینه
جمجمهٔ نوزاد از چند استخوان نرم و نازک مجزا درست شده‌است تا سر نوزاد قالب‌پذیر باشد و بتواند به راحتی از گردن رحم و راه زایمانی مادر عبور کند. اگر جمجمهٔ نوزادی بزرگ‌تر از حد معمول باشد (در نوزادانی که مادرشان دیابت دارد) ممکن است در هنگام به دنیا آمدن، استخوان‌های جمجمه‌شان کمی روی هم بروند و به‌طور موقت، شکل سر آن‌ها دراز یا تیزتر از حد معمول شود، البته این حالت بعد از چند روز یا چند هفته از بین می‌رود.
بعد از تولد بعضی از جاهای جمجمه نوزاد دارای بافت نرم و شلی است که در هنگام معاینه و لمس کردن آرام با نوک انگشتان این نواحی قابل تشخیص است، اصطلاحاً این‌جاهای نرم را ملاج می‌نامند. دو تا از این ملاج‌ها در بالای سر است که آن‌ها را ملاج‌های بالایی می‌نامند، یکی نزدیک کنار بالایی پیشانی و یکی نزدیک قله سر (Cranial Vortex) که به ترتیب آن‌ها را ملاج بالایی پیشین و ملاج بالایی پسین می‌گویند. همچنین در طرف راست و چپ جمجمه دو ملاج وجود دارد که آن‌ها را ملاج‌های جانبی می‌نامند. یکی نزدیک کاسه چشم و یکی در پشت گوش. چون بیشتر رشد مغز انسان بعد از تولد انجام می‌شود وجود این ملاج‌ها باعث می‌شود تا مغز نوزاد جای رشد داشته باشد. به تدریج ملاج‌های جمجمهٔ نوزاد، استخوانی و سفت می‌گردد و تا حدود دو سالگی استخوان‌های جمجمه به هم متصل می‌شوند و جمجمه شکل نهایی خود را پیدا می‌کند؛ بنابراین اگر تا حدود دو سالگی جمجمه نوزاد از یک سو زیر فشار باشد آن سو پهن (صاف) می‌شود و نشانگان سر صاف پدیدار می‌شود. اگر استخوان‌های سر نوزاد زودتر به هم پیوند شوند سر بچه کوچک باقی می‌ماند و بچه دچار خردسری می‌گردد.

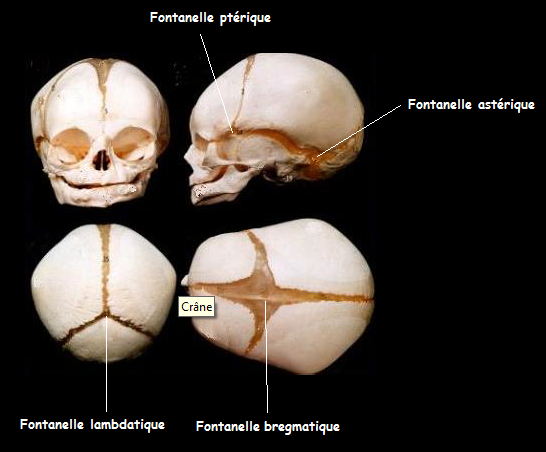
ملاج‌های بالایی و طرفی در جمجمهٔ یک نوزاد

## پیشگیری
برای پیشگیری از صافی سر بهترین کار این است که نوزاد به پشت خوابانده شود و پس از بیدار شدن اگر می‌تواند روزانه چند بار در جهات مختلف کمی سینه‌خیز برود و دست و پای خودش را حرکت بدهد.

## درمان
در بعضی مراکز درمانی برای نوزادان سرصاف زیر دو سال که هنوز درز جمجمه آن‌ها کامل بسته نشده‌است از یک نوع کلاه ویژه (Helmet) استفاده می‌شود؛ و بعضی مراکز از روش‌های طبیعی استفاده می‌کنند. پژوهش منتشر شده از مراکز درمان سرصافی کشورهای اروپایی نشان می‌دهد که روش کلاه‌درمانی (Helmet therapy) و روش‌های طبیعی (مانند قرار دادن سر بچه در روی تشک شکل‌پذیر) هرکدام نتایج و عوارض متفاوتی داشته‌است و روش کلاه‌درمانی برای موارد متوسط و شدید سرصافی توصیه شده‌است. التهاب و عرق‌سوز شدن پوست بچه، درد بر اثر فشار کلاه، ناراحتی از بوی کلاه و مشکلات در آغوش گرفتن بچه از عوارض کلاه‌درمانی است.